# 鮑曼 (阿肯色州奇科特縣)
鮑曼（英語：Bowman）是位於美國阿肯色州奇科特縣的一個非建制地區。該地的面積和人口皆未知。

## 地理
鮑曼的座標為33°27′14″N 91°18′11″W / 33.45389°N 91.30306°W，而該地的平均海拔高度為72米（即236英尺）。